# Brownfield (Maine)
Brownfield ist eine Town im Oxford County des Bundesstaates Maine in den Vereinigten Staaten. Im Jahr 2020 lebten dort 1631 Einwohner in 966 Haushalten auf einer Fläche von 117,71 km².

## Geographie
Nach dem United States Census Bureau hat Brownfield eine Gesamtfläche von 117,71 km², von der 115,18 km² Land sind und 2,54 km² aus Gewässern bestehen.

### Geographische Lage
Brownfield liegt im Südwesten des Oxford Countys an der Grenze zu New Hampshire. Der Saco River durchfließt das Gebiet der Town in südliche Richtung; teilweise bildet er die östliche Grenze der Town. Auf dem Gebiet der Town befinden sich mehrere kleinere Seen, wie zentral der Burnt Meadow Pond und im Süden der Pequawket Pond. Die Oberfläche des Gebietes ist hügelig, die höchste Erhebung ist der 480 m hohe Stone Mountain.

### Nachbargemeinden
Alle Entfernungen sind als Luftlinien zwischen den offiziellen Koordinaten der Orte aus der Volkszählung 2010 angegeben.
- Norden: Fryeburg, 14,0 km
- Osten: Denmark, 10,9 km
- Südosten: Hiram, 11,5 km
- Süden: Porter, 10,5 km
- Südwesten: Eaton, Carroll County, New Hampshire, 10,7 km
- Westen: Conway, Carroll County, New Hampshire, 14,4 km

### Stadtgliederung
In Brownfield gibt es mehrere Siedlungsgebiete: Brownfield (Brownfield Center), Brownfield Station, East Brownfield, Merrill Corner, North Brownfield und West Brownfield.

### Klima
Die mittlere Durchschnittstemperatur in Brownfield liegt zwischen −7,89 °C (18 °F) im Januar und 20,0 °C (68 °F) im Juli. Damit ist der Ort gegenüber dem langjährigen Mittel Maines um etwa 2 Grad kühler. Die Schneefälle zwischen Oktober und Mai liegen mit deutlich mehr als zwei Metern (bei einem Spitzenwert im Januar von knapp 50 cm) ungefähr doppelt so hoch wie die mittlere Schneehöhe in den USA. Die tägliche Sonnenscheindauer liegt am unteren Rand des Wertespektrums der USA.

## Geschichte
Das Gebiet von Brownfield wurde durch den Bundesstaat Massachusetts in drei Grants an Captain Henry Young Brown für seine Verdienste im Siebenjährigen Krieg in Nordamerika vergeben. Zu den Bedingungen des Grants gehörte, dass er bis Juni 1770 38 Familien ansiedeln sollte und die Siedlung drei Jahre später einen Priester haben müsste. Erste Rodungsarbeiten starteten 1765 und im Jahr 1787 wurde die Siedlung als Brownfield Plantation organisiert. Die Organisation als Town erfolgte am 20. Februar 1802. Benannt wurde Brownfield nach Henry Brown, dem Landeigentümer.
Im Jahr 1807 bekam Brownfield Land von Porterfield, als die Town Porter organisiert wurde. Land wurde an Denmark in den Jahren 1821 und 1907 abgegeben und an Hiram im Jahr 1852. Von Porter bekam Brownfield in den Jahren 1831, 1832 und 1855 Land hinzu.

### Einwohnerentwicklung
| Volkszählungsergebnisse – Town of Brownfield, Maine | Volkszählungsergebnisse – Town of Brownfield, Maine | Volkszählungsergebnisse – Town of Brownfield, Maine | Volkszählungsergebnisse – Town of Brownfield, Maine | Volkszählungsergebnisse – Town of Brownfield, Maine | Volkszählungsergebnisse – Town of Brownfield, Maine | Volkszählungsergebnisse – Town of Brownfield, Maine | Volkszählungsergebnisse – Town of Brownfield, Maine | Volkszählungsergebnisse – Town of Brownfield, Maine | Volkszählungsergebnisse – Town of Brownfield, Maine | Volkszählungsergebnisse – Town of Brownfield, Maine |
| Jahr                                                | 1700                                                | 1710                                                | 1720                                                | 1730                                                | 1740                                                | 1750                                                | 1760                                                | 1770                                                | 1780                                                | 1790                                                |
| --------------------------------------------------- | --------------------------------------------------- | --------------------------------------------------- | --------------------------------------------------- | --------------------------------------------------- | --------------------------------------------------- | --------------------------------------------------- | --------------------------------------------------- | --------------------------------------------------- | --------------------------------------------------- | --------------------------------------------------- |
| Einwohner                                           |                                                     |                                                     |                                                     |                                                     |                                                     |                                                     |                                                     |                                                     |                                                     | 146                                                 |
| Jahr                                                | 1800                                                | 1810                                                | 1820                                                | 1830                                                | 1840                                                | 1850                                                | 1860                                                | 1870                                                | 1880                                                | 1890                                                |
| Einwohner                                           | 287                                                 | 388                                                 | 747                                                 | 936                                                 | 1360                                                | 1320                                                | 1398                                                | 1323                                                | 1229                                                | 1134                                                |
| Jahr                                                | 1900                                                | 1910                                                | 1920                                                | 1930                                                | 1940                                                | 1950                                                | 1960                                                | 1970                                                | 1980                                                | 1990                                                |
| Einwohner                                           | 1019                                                | 933                                                 | 835                                                 | 689                                                 | 741                                                 | 612                                                 | 538                                                 | 478                                                 | 767                                                 | 1034                                                |
| Jahr                                                | 2000                                                | 2010                                                | 2020                                                | 2030                                                | 2040                                                | 2050                                                | 2060                                                | 2070                                                | 2080                                                | 2090                                                |
| Einwohner                                           | 1251                                                | 1597                                                | 1631                                                |                                                     |                                                     |                                                     |                                                     |                                                     |                                                     |                                                     |

## Wirtschaft und Infrastruktur

### Verkehr

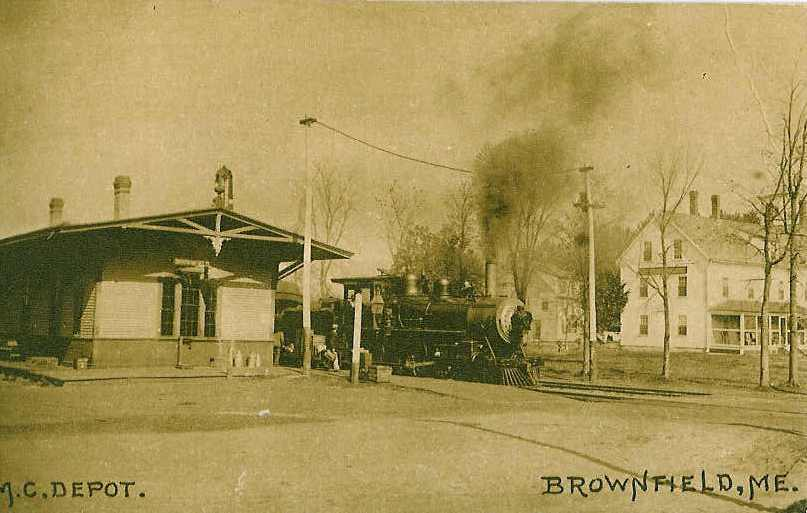
Bahnhof um 1912

Die Maine State Route 160 verläuft aus Süden kommend ostwärts durch die Town in Richtung Denmark. In südliche Richtung verläuft die Maine State Route 113 teilweise parallel zum Saco River und führt von Fryeburg im Norden nach Baldwin im Süden. Beide treffen sich im Village East Brownfield.
Die Bahnstrecke Portland–Lunenburg führt durch Brownfield. Dort befindet sich auch ein Bahnhof.

### Öffentliche Einrichtungen
In Brownfield gibt es kein eigenes Krankenhaus oder eine medizinische Einrichtung. Die nächstgelegenen befinden sich in Fryeburg, Bridgton und North Conway, New Hampshire.
Die Brownfield Public Library befindet sich in der Main Street von Brownfield.

### Bildung
Brownfield gehört zusammen mit Denmark, Fryeburg, Lovell, Stoneham, Stow und Sweden zum Maine School Administrative District 72.
Im Schulbezirk werden folgende Schulen angeboten:
- Molly Ockett School in Fryeburg, mit den Schulklassen Kindergarten bis 8. Schuljahr
- Brownfield Denmark Elementary School in Denmark, mit den Schulklassen Kindergarten bis 4. Schuljahr
- New Suncook Elementary School in Lowell, mit den Schulklassen Kindergarten bis 4. Schuljahr

In Fryeburg befindet sich die private Fryeburg Academy.

## Persönlichkeiten

### Söhne und Töchter der Stadt
- Paris Gibson (1830–1920), Politiker

### Persönlichkeiten, die vor Ort gewirkt haben
- George Albert Frost (1843–1907), Maler